# Ǻ
Cette page contient des caractères spéciaux ou non latins. S’ils s’affichent mal (▯, ?, etc.), consultez la page d’aide Unicode.
Ǻ (minuscule : ǻ), appelé A rond en chef accent aigu, est une lettre utilisé dans l’écriture du chamorro et parfois dans l’écriture du danois et du norvégien.
Il s’agit de la lettre A diacritée d’un rond en chef et d’un accent aigu.

## Utilisation
En chamorro de Guam, l’accent aigu est utilisé pour indiquer l’accent d’intensité lorsque celui-ci n’est pas sur l’avant dernière syllabe, et peut être utilisé avec les six lettres de voyelles, dont å, par exemple dans dǻngkolo « grand », Sǻbalu « samedi », idǻt « âge ».
En norvégien, l’accent aigu peut être utilisé pour indiquer l’intonation et est parfois utilisé pour différencier certains homonymes. Le mot å ou ǻ est une particule utilisée avec les verbes infinitifs, par exemple ǻ ha (« avoir »), à la différence de å qui peut avoir d’autres sens : « cours d’eau », « oh » [réf. nécessaire]. Il est notamment utilisé dans certaines transcriptions de dialectes norvégiens.
En danois, l’accent aigu peut être utilisé sur les voyelles pour différencier certains homonymes, mais il est recommandé d’éviter d’utiliser l’accent aigu sur le å.
En suédois, lorsque le l’accentuation mélodique est indiquée, par exemple dans les manuels de prononciation ou les dictionnaires, l’accent aigu peut être utilisé pour indiquer le ton 1 et l’accent grave pour indiquer le ton 2 lorsque des homonymes ont des prononciations distinctes. Le ǻ est par exemple utilisé pour noter gǻngen, c’est-à-dire gången avec le ton 1, « le passage », notamment par opposition à gången avec le ton 2, « parti » (participe passé).
Le ǻ est utilisé dans la transcription des langues iraniennes, notamment dans le Dictionnaire étymologique des langues iraniennes (ru) de V.S. Rastorgueva et D.I. Edelman publié à partir de 2000.

## Représentations informatiques
Le A rond en chef accent aigu peut être représenté avec les caractères Unicode suivants :
- précomposé (latin étendu B) :

| formes    | représentations | chaînes de caractères | points de code | descriptions                                          |
| --------- | --------------- | --------------------- | -------------- | ----------------------------------------------------- |
| majuscule | Ǻ               | Ǻ                     | U+01FA         | lettre majuscule latine a rond en chef et accent aigu |
| minuscule | ǻ               | ǻ                     | U+01FB         | lettre minuscule latine a rond en chef et accent aigu |

- décomposé (latin de base, diacritiques) :

| formes    | représentations | chaînes de caractères | points de code       | descriptions                                                               |
| --------- | --------------- | --------------------- | -------------------- | -------------------------------------------------------------------------- |
| majuscule | Ǻ               | A◌̊◌́                   | U+0041 U+030A U+0301 | lettre majuscule latine a diacritique rond en chef diacritique accent aigu |
| minuscule | ǻ               | a◌̊◌́                   | U+0061 U+030A U+0301 | lettre minuscule latine a diacritique rond en chef diacritique accent aigu |